# Asexuals
The Asexuals, ou Asexuals, est un groupe de punk hardcore et punk rock canadien, originaire de Beaconsfield, au Québec. Pionnier de la scène punk hardcore canadienne, le groupe compte une dizaine d'albums, et se reforme pour des tournées depuis 2010. En 1987, le chanteur John Kastner quitte le groupe pour former Doughboys, avant d'enregistrer à nouveau avec Asexuals en 2001. Avec l'album Dish (1988), le groupe prend un tournant plus alternatif et mélodique avec T.J. Collins à la guitare et au chant.

## Biographie
The Asexuals est formé en 1983 alors que Sean Friesen, T.J. Collins et Paul Remington, étudiants au lycée de Beaconsfield, décident de démarrer un groupe de punk rock. Un autre natif de Beaconsfield, le futur acteur Al Goulem, devient leur second guitariste pendant quelques mois, accompagné de Collins au chant. Leur ami John Kastner se joint rapidement à eux au chant. Après avoir brièvement utilisé les noms de Commonwealth, Dead Dog, Johnny Jew and the Holocaust et VD Teens, le groupe choisit enfin le nom d'Asexuals du fait qu'aucun des membres n'avait de compagne à l'époque. Leur style musical mêle des éléments de punk hardcore et de hardcore mélodique à la The Nils ou Hüsker Dü,,.
Le groupe joue quelques concerts à Montréal, Ottawa, Kingston et Toronto, ouvrant pour des groupes américains et canadiens avant de publier leur premier EP, Featuring: The Asexuals chez Og Music en 1984. La même année, le groupe contribue avec une chanson à la compilation Primitive Air-Raid chez Psyche Industry Records, publient leur premier album studio, Be What You Want chez First Strike Records en décembre 1984.
L'année suivante, Psyche Industry Records reçoit des félicitations pour la chanson Contra-rebels d'Asexuals (la première chanson de la compilation Primitive Air-Raid), et décide rapidement de rééditer Be What You Want après le refus de First Strike Records, qui a décidé d'arrêter de répondre aux messages téléphoniques et aux lettres. Également en 1985, Psyche Industry publie le deuxième album d'Asexuals, Contemporary World, qui comprend une reprise hardcore de la chanson The Times They Are a-Changin' de Bob Dylan, et qui flirte généralement avec un son rock alternatif,. Le groupe tourne pendant deux mois en 69 dates en Amérique du Nord en soutien à l'album,,,.
En 1987, Kastner entre en conflit sur la direction musicale du groupe, et est renvoyé parce qu'il prenait trop d'espace. Kastner formera les Doughboys, tandis qu'Asexuals se reconfigure, laissant Collins et Freisen à la guitare et au chant, puis recrutant le bassiste Blake Cheetah de Jerry Jerry and the Sons of Rhythm Orchestra. Ils tournent en Amérique du Nord avec des groupes punk rock comme D.O.A. et SNFU, et des groupes hardcore comme Hüsker Dü, the Minutemen, The Dicks et Youth Brigade,,. En 1988, le groupe publie son troisième album studio, Dish, chez Cargo Records.
Sous la direction du producteur Steve Kravac, Dish est un renouvellement artistique et sonique, en l'absence notable de Kastner au chant ; mais aussi pour le son qui sonne désormais plus college-radio. Cheetah quitte le groupe après leur tournée et est remplacé par Dom Pompeo (1964-2012), avec qui ils enregistrent un quatrième album studio, Exile from Floontown. Publié en 1991, l'album revient à la guitare électrique distordue, mais accompagné d'un son toujours autant mélodique et college-radio. En 1992, ils publient l'EP Walt's Wish chez Cargo,. Dom Pompeo quitte le groupe en 1993, et est remplacé par Yuri Mohacsi ; cette formation enregistre l'EP Love Goes Plaid, publié par RPN-Records en Europe et Boss Tuneage en Amérique. En 1996, ils enregistrent et publient leur dernier album, Fitzjoy, chez Hypnotic Records. Ils sont prévus en tournée, mais se séparent avant. Friesen partira à Austin, au Texas, et forme La Motta avec le bassiste Alfred Mueller et le batteur Wal Rashidi en 2000.
La formation originale du groupe, avec Kastner (qui vit désormais à Los Angeles) et Friesen (qui vit au Texas), reviennent pour un concert le 1er octobre 2010 à Montréal avec les groupes locaux The 222's et Hollerado. Le groupe se réunit de nouveau à Toronto en mars suivant pour le Bovine Sex Club.

## Membres

### Derniers membres
- John « Filthy » Kastner - chant (1983–1987, 2010)
- Sean « Head » Friesen - guitare (1983–1997, 2010)
- T.J. Collins (T.J. Plenty) - basse (1983–1987, 2010), chant, guitare (1987–1997)
- Paul « Wally » Remington - batterie (1983–1997, 2010)

### Anciens membres
- Blake Cheetah - basse (1987–1989)
- Dom Pompeo - basse (1989–1993)
- Yuri Mohacsi - basse (1993–1997)

## Discographie
- 1984 : Featuring: The Asexuals (Og Music)[16],[17]
- 1984 : Be What You Want (réédité en 1985 par Psyche Industry Records)
- 1985 : Contemporary World (Psyche Industry Records)
- 1988 : Dish (Cargo Records)
- 1988 : Dish (New Version) (Cargo Records) (split 7" avec le groupe Change of Heart)
- 1991 : Exile from Floontown (Cargo Records)
- 1992 : Walt's Wish (Cargo Records)
- 1993 : Love Goes Plaid (RPN-Records) (Boss Tuneage Records)
- 1996 : Fitzjoy (Hypnotic Records)
- 2001 : Greater than Later (Boss Tuneage Records)